# Луїс Алвіс ді Ліма і Сілва
Луїс Алвіс ді Ліма і Сілва, герцог ді Кашіас (порт. Luís Alves de Lima e Silva, o duque de Caxias, 25 серпня 1803 — 7 травня 1880) — бразильський воєначальник, маршал Бразилії, його розглядають як одного із найголовніших героїв бразильської військової історії. Кашіас воював в Аргентино-бразильській війні, Війні Фаррапус, і, особливо, Війні Потрійного Альянсу. Кашіас був єдиним бразильцем, що отримав почесний титул герцога.
Кашіас вступив на службу ще в юності і швидко дослужився до генерала і барона, згодом став маршалом, маркізом, сенатором і ад'ютантом імператора. Він двічі займав віст Воєного міністра і очолював Державну раду, та мав великий вплив у країні. Кашіас був замінений графом д'Е на посту командувача бразильської армії після взяття Асунсьйона протягом Війни Потрійного Альянсу, і отримав титул герцога у 1869 році.
Бразильське свято День солдата (порт. Dia do Soldado) святкується у його день народження, 25 серпня, а два міста — Дюк-ді-Кашіас та Кашіас-ду-Сул названо на його честь.

## Нагороди
- кавалер Ордена Троянди